# Geneviève Paris
Pour les articles homonymes, voir Paris (homonymie).
Geneviève Paris est une auteure-compositrice-interprète française, née le 7 septembre 1956 à Suresnes en France.

## Biographie
Née à Suresnes, elle est la sœur de l'écrivain Gilles Paris.

### Carrière
Elle joue dans des clubs folk de Paris lorsqu’elle est remarquée par Maxime Le Forestier avec qui elle part en tournée. Julien Clerc l’invite à son tour à se joindre à lui.
Ses deux premiers albums, Geneviève Paris et Entre le vert et le gris sont reçus favorablement au Québec où elle enregistre un troisième album, Boulevard du crime. Elle s'établit à Montréal en 1983 après deux années de tournée et la production de son quatrième disque, Achevez-moi.
En 1990, elle enregistre Miroirs, suivi de son sixième disque, Sixième sens, en 1995.
Elle tiendra en 1992 le premier rôle de l’Opéra rock Sand et les Romantiques de et avec Catherine Lara. Elle publie en 1995 le livre Dessine-moi une chanson, chez VLB Éditeur.

### Retrait de la scène
Parallèlement à sa carrière de musicienne, Geneviève Paris a toujours touché le domaine de l’enseignement musical : cours privés, ateliers de formation en écriture de chansons, , etc.[réf. nécessaire]
Elle fait également partie de plusieurs jurys, notamment pour le Conseil des Arts du Canada, le Conseil des Arts et Lettres du Québec, MusicAction, les Festivals de Granby et de Petite-Vallée.
En 2001, de retour de la tournée Deux femmes à la mer avec Sylvie Tremblay, elle se passionne pour l’animation Flash sur Internet et devient consultante pour Flash. Elle fonde en 2002 la société Geneviève Paris Studios qui crée des interfaces, des sites Web et des applications interactives, en se tenant à l’affût des techniques de pointe.

## Discographie

### Albums
- 1975 : Geneviève Paris : 11 chansons, Disc’Az STEC 222, Paris ; ABL-7037 et Able, ABL-7037, Montréal (1976)
- 1978 : entre le vert et le gris..., Kébec Disque KD-941, Montréal et Disc’Az STEC 270, Paris
- 1979 : Boulevard du Crime, Beau Bec Musique BB-102, Montréal et Disc’Az, Paris
- 1981 : Achevez-moi, Disc’Az, Paris et Lulu Musique LL-751, Montréal (1982)
- 1990 : Miroirs, Audiogram, AD-10046, Montréal
- 1995 : Sixième Sens, Audiogram ADCD-10085, Montréal
- 2012 : 7, Geneviève Paris Studios GPS2-4139, Montréal

### Singles
- 1977 : Elle est belle / Love me like a man, Able 832, Montréal
- 1978 : Boulevard du crime, Beaubec 2, Montréal
- 1983 : Ce soir je vais te voir / Dans la rue, Lulu Musique 7 600, Londres
- 1988 : Parle-moi / Je brûle, Polydor 887-050-7, Paris
- 1989 : Passages à vide, Audiogram 5116 CD, Montréal
- 1990 : Je brûle, Audiogram 5118 CD, Montréal
- 1991 : Parle-moi, Audiogram 5129 CD, Montréal
- 1992 : Frères de sang, Audiogram AD 5130 CD, Montréal
- 1993 : Pas de mots, Audiogram AD 5150 CD, Montréal
- 1995 : Tout pour toi, Audiogram ADCD 5227, Montréal
- 1996 : Partir, Audiogram ADCD 5244, Montréal
- 1996 : Là pour personne, Audiogram ADCD 5236, Montréal

### Collaborations
- 1976 : Maxime Le Forestier, Pierrot, Polydor
- 1977 : Julien Clerc, Live au Palais des sports de Paris Pathé-Marconi
- 1979 : Michel Rivard, De Longueuil à Berlin, Capitol
- 1983 : Sylvie Tremblay, Parfum d’orage, Kébec-Disc
- 1985 : Michel Rivard, Un trou dans les nuages, Audiogram
- 1989 : Maxime Le Forestier, Né quelque part, Polydor (Chœurs et guitare sur Si je te perds : paroles de Maxime Le Forestier, musique de Geneviève Paris).
- 1990 : Jim Corcoran, Jim Corcoran'K' Audiogram AD-10035 Montréal (voix sur Laisse faire).
- 1992 : Sylvie Trembay, Et tu chanteras Audiogram AD-10067 Montréal (guitares sur On est loin).
- 1994 : Gilles Bélanger, Mama Lucy Disques Méguek MGK 100-2 Montréal (voix sur Tendresse et frissons : paroles de Gilles Bélanger, musique de Geneviève Paris).

### Opéras rock
- 1984 : La Saga du Golfe, de Gilles Bélanger et Pierre Flynn. Mise en scène de Jean-Pierre Brouillé, Québec et Gaspé (guitare et chant)
- 1992 : Sand et les Romantiques, de Luc Plamondon et Catherine Lara. Mise en scène d’Alfredo Arias, La Rochelle et le Théâtre du Châtelet, Paris (premier rôle)

## Cinéma
- 1984 : La Femme de l'hôtel (en) de Léa Pool (elle fait une apparition dans le film).
- 1991 : Un jardin sous la mer, Office National du Film (ONF) (musique du film)

## Livre
- Dessine-moi une chanson (1996)

## Distinctions
- Médaille de l'Assemblée nationale, 2009[2]